# Lampona barrow
Lampona barrow är en spindelart som beskrevs av Norman I. Platnick 2000. Lampona barrow ingår i släktet Lampona och familjen Lamponidae.
Artens utbredningsområde är Western Australia. Inga underarter finns listade i Catalogue of Life.